# Himawari no Yakusoku
Himawari no Yakusoku (Tiếng Nhật:ひまわりの約束, tạm dịch: Lời hứa hoa hướng dương) là đĩa đơn thứ 17 của Hata Motohiro Nó được phát hành hai phiên bản gồm bản giới hạn chỉ bán giới hạn tới cuối tháng 12 năm 2014 đính kèm theo bao đựng đĩa và hộp bằng bìa cứng cùng sticker và bản thường.
Theo một thông báo trên trang chính thức của nam ca sĩ Hata Motohiro vào tháng 4 năm 2014 thì anh sẽ phụ trách bài hát chủ đề cho phim. Khi được phỏng vấn về cảm nghĩ của anh khi được chọn thể hiện bài hát chủ đề anh chia sẻ "Từ nhỏ tôi đã từng xem Doraemon và khi nghĩ đến cái ngày tôi trở thành một phần của Doraemon tôi rất biết ơn. Loại cảm xúc mà tôi sẽ đưa vào bài hát chủ đề này là một thứ tình cảm đặc biệt đó chính là tình bạn".
Ngày 7 tháng 8 bài hát đứng ở vị trí thứ 4 trên bảng xếp hạng Oricon. Cho đến ngày 18 tháng 8 đứng vị trí thứ 12 cũng trên bảng xếp hạng này khi bán được hơn 1.2 triệu bản. Ở tuần thứ 4 ngày 8 tháng 9, bài hát là trở thành bản hit khi bán được trên 2.5 triệu bản..
Trong một thời gian dài trên iTunes Nhật Bản bài hát đứng vị thứ nhất trong biểu đồ toàn diện, thậm chí bài hát còn hai tuần liên tiếp đứng vị trí thứ nhất trên Billboard và Hot Animation  và trở lại vị trí số một này vào ngày 8 tháng 9.
Bài hát này cũng đã được chuyển thể sang một số ngôn ngữ khác như tiếng Anh do Fiver thể hiện với tên là Stand by Me , còn phiên bản tiếng Quảng Đông do Lâm Hân Đồng, Tiểu Trần Ai, Lâm Dịch Khuông, Hồ Hồng Quân thể hiện mang tên Fèng Xiàn (奉獻, Phụng hiến)  hay Bàn Wǒ Tóng Xíng (伴我同行, Bạn ngã đồng hành) do Tiểu Huân, Quỷ Quỷ, Chiêm Tử Tình, TFBoys thể hiện trong tiếng Quan Thoại. Một phiên bản tiếng Quan Thoại khác đã được Kim Quý Thịnh thể hiện mang tên Xiàng rì kuí de yuē dìng (向日葵的約定) ở đại lục Trung Quốc  và một phiên bản tiếng Quảng Đông khác cùng tên này do Chucky thể hiện.

## Bài hát
| Đĩa đơn Himawari no Yakusoku | Đĩa đơn Himawari no Yakusoku           | Đĩa đơn Himawari no Yakusoku          | Đĩa đơn Himawari no Yakusoku |
| STT                          | Nhan đề                                | Thể hiện                              | Thời lượng                   |
| ---------------------------- | -------------------------------------- | ------------------------------------- | ---------------------------- |
| 1.                           | "Himawari no Yakusoku"                 | Hata Motohiro                         | 5:14                         |
| 2.                           | "Umibe no Sketch"                      | Hata Motohiro                         | 4:32                         |
| 3.                           | "Goodbye Isaac"                        | Acoustic Session với Shimada Masanori | 4:20                         |
| 4.                           | "Himawari no Yakusoku (Backing Track)" | Hata Motohiro                         | 5:18                         |

## Nội dung Deluxe Edition DVD
1. 「Himawari no Yakusoku」Music Video<hợp tác với phim『STAND BY ME Doraemon』>
2. 「Himawari no Yakusoku」Music Video<Original Ver.>
3. 「Himawari no Yakusoku (Hikigatari Version) 」 Music Video<Director's cut.>

## Bảng xếp hạng
| Bảng xếp hạng                                           | Thứ hạng cao nhất |
| ------------------------------------------------------- | ----------------- |
| Oricon Weekly Singles Chart                             | 10                |
| Billboard Japan Hot 100                                 | 2                 |
| Danh sách đĩa đơn bán chạy nhất năm tại Nhật của iTunes | 2                 |
| Bảng xếp hạng bài hát năm Rekochoku                     | 12                |
| Bảng xếp hạng bài hát năm Billboard JAPAN Hot Animation | 2                 |